# Cúp Panda
Giải bóng đá trẻ quốc tế Panda Cup (tiếng Trung: 熊猫杯国际青年足球邀请赛) là một giải đấu bóng đá trẻ quốc tế được tổ chức thường niên tại thành phố Thành Đô, tỉnh Tứ Xuyên, Trung Quốc. Giải đấu này tập trung vào các đội tuyển trẻ quốc gia và là một phần trong nỗ lực của Trung Quốc nhằm phát triển bóng đá trẻ và thúc đẩy giao lưu quốc tế trong lĩnh vực thể thao. Giải đấu được tổ chức lần đầu tiên vào tháng 4 năm 2014.
Tên gọi “Panda Cup” (Cúp Gấu trúc) lấy cảm hứng từ biểu tượng đặc trưng của Tứ Xuyên – quê hương của loài gấu trúc lớn nổi tiếng thế giới. Biểu tượng gốc của giải đấu do một sinh viên Trung Quốc tại Los Angeles thiết kế, kết hợp giữa hình ảnh rồng Trung Hoa, gấu trúc lớn và vòng tròn Olympic, thể hiện tinh thần truyền thống, bản sắc văn hóa và tinh thần thể thao toàn cầu.
Ban đầu, Panda Cup được tổ chức dưới hình thức giải giao hữu U-19 theo vòng tròn một lượt. Mỗi đội gặp nhau một lần, đội có số điểm cao nhất sẽ giành chức vô địch. Tuy nhiên, trước thềm giải năm 2019, Hiệp hội Bóng đá Trung Quốc (CFA) đã thông báo kế hoạch mở rộng quy mô giải trong các năm tiếp theo, bao gồm việc: Tăng số lượng đội tham dự, tổ chức ở nhiều lứa tuổi (U-18, U-20, U-23), lồng ghép thêm các hội thảo, hội nghị chuyên đề phát triển bóng đá trẻ quốc tế.

## Kết quả
| Năm  |            | Vô địch  | Á quân      | Hạng 3      | Hạng 4  |  | Số đội |
| ---- | ---------- | -------- | ----------- | ----------- | ------- |  | ------ |
| 2014 | Brasil     | Croatia  | Trung Quốc  | New Zealand | 4       |  |        |
| 2015 | Nhật Bản   | Slovakia | Trung Quốc  | Kyrgyzstan  | 4       |  |        |
| 2016 | Nhật Bản   | Croatia  | Trung Quốc  | Séc         | 4       |  |        |
| 2017 | Hungary    | Slovakia | Iran        | Trung Quốc  | 4       |  |        |
| 2018 | Trung Quốc | Anh      | Hungary     | Uruguay     | 4       |  |        |
| 2019 | Hàn Quốc   | Thái Lan | New Zealand | Trung Quốc  | 4       |  |        |
| 2024 |            | Úc       | Kyrgyzstan  | Trung Quốc  | Mông Cổ |  | 4      |

1. ↑  Following the tournament, South Korea were stripped of the trophy due to disrespectful and offensive behaviour [4]